# Рудник Сельвена-Мороне
Рудник Сельвена-Мороне (Selvena-Morone) – колишня копальня у італійському регіоні Тоскана, дещо більш ніж за шість десятків кілометрів на південний схід від Сієни.
Розташований на півдні Тоскани район вулкану Монте-Аміата відомий своїми копальнями ртутної руди, однією з яких була Сельвена-Мороне. Є відомості, що вперше цим родовищем зацікавилась ще в середині 19 століття компанія братів Моділ’яні, яка володіла гірничим відводом з 1850 по 1852 роки (можливо відзначити, що вона ж започаткувала першу ртутну компанію регіону – Сієле). В 1873 році права на гірничі роботи в районі Мороне отримав німецький підприємець Філіп Шварценберг, потім вони перейшли до його нащадків, а з 1917-го на тлі Першої світової війни власником стала компанія Monte Amiata S.A.p.Az., що знаходилась під контролем Banca Commerciale. З 1974-го рудник підпорядкували державному агентству з управління гірничодобувною промисловістю Ente Gestione Attività Minerarie (EGAM).
Активна розробка родовища почалась лише в 1909-му та тривала до 1929-го, коли копальню законсервували. Після Другої світової війни гірничі роботи відновили, при цьому з 1951-го руда проходила переробку у печах власного плавильного заводу копальні (втім, є відомості що плавильне виробництво з’явилось тут набагато раніше, оскільки після зупинки в 1919-му печей копальні Монтебуоно її руду стали відправляти на майданчик Сельвена-Мороне). В 1972-му плавильний майданчик зупинили, а руду почали транспортувати на плавильний завод копальні Аббадія-Сан-Сальваторе (найбільша в історії видобувного регіону Монте-Аміата).
В 1980-му рудник остаточно зупинили. Відомо, що всього за час його існування з видобутої тут руди отримали біля 4100 тонн ртуті (для порівняння, Аббадія-Сан-Сальваторе видала понад 50 тисяч тонн цього металу).